# Trematodon kurzii
Trematodon kurzii är en bladmossart som beskrevs av Georg Ernst Ludwig Hampe och Hirendra Chandra Gangulee 1971. Trematodon kurzii ingår i släktet tranmossor, och familjen Bruchiaceae. Inga underarter finns listade i Catalogue of Life.